# Ca l'Aragonès
Ca l'Aragonès és una casa de Maials (Segrià) inclosa a l'Inventari del Patrimoni Arquitectònic de Catalunya.

## Descripció
Casal entre mitgeres de planta baixa, pis i golfa que té el seu origen en època medieval tardana tal com indiquen el portal dovellat i les motllures de l'obertura del balcó, amb el característic trenca-aigües. La façana, ben senzilla, seria objecte de modificacions posteriors. Les balconades amb la pedra volada ben treballada i un forjat artístic, cosa comuna en aquest poble.